# Fungulus antarcticus
Fungulus antarcticus is een zakpijpensoort uit de familie van de Molgulidae. De wetenschappelijke naam van de soort is voor het eerst geldig gepubliceerd in 1912 door Herdman.